# Classe TR-40
Le unità appartenenti alla classe TR-40 (progetto 151 secondo la classificazione russa) erano dragamine costieri di piccole dimensioni, entrati in servizio alla fine degli anni cinquanta. Costruiti in oltre 25 esemplari per sostituire i precedenti K-8, erano caratterizzati da uno scafo in legno.
Risulta che alcuni esemplari siano stati convertiti in drone dragamine. Comunque, sono stati tutti ritirati dal servizio entro il 1995.